# 140 (число)
Вижте пояснителната страница за други значения на 140.
140 (сто и четиридесет) е естествено, цяло число, следващо 139 и предхождащо 141.
Сто и четиридесет с арабски цифри се записва „140“, а с римски цифри – „CXL“. Числото 140 е съставено от три цифри от позиционните бройни системи – 1 (едно), 4 (четири), 0 (нула).

## Общи сведения
- 140 е четно число.
- 140-ият ден от годината е 20 май.
- 140 е година от Новата ера.

## Любопитни факти
- Мравоядите изяждат само около 140 мравки от един мравуняк.